# دانیل رابرتز
دانیل رابرتز (انگلیسی: Daniel Roberts؛ زادهٔ ۱۳ نوامبر ۱۹۹۷) دونده اهل ایالات متحده آمریکا است.